# Бокарнея отогнутая
Бокарнея отогнутая (лат. Beaucarnea recurvata) — древесное растение, вид рода Бокарнея (Beaucarnea) семейства Спаржевые (Asparagaceae), произраставшее в Мексике; в настоящее время ареал ограничен штатом Веракрус. Популярное декоративное растение, особенно в Европе.

## Ботаническое описание

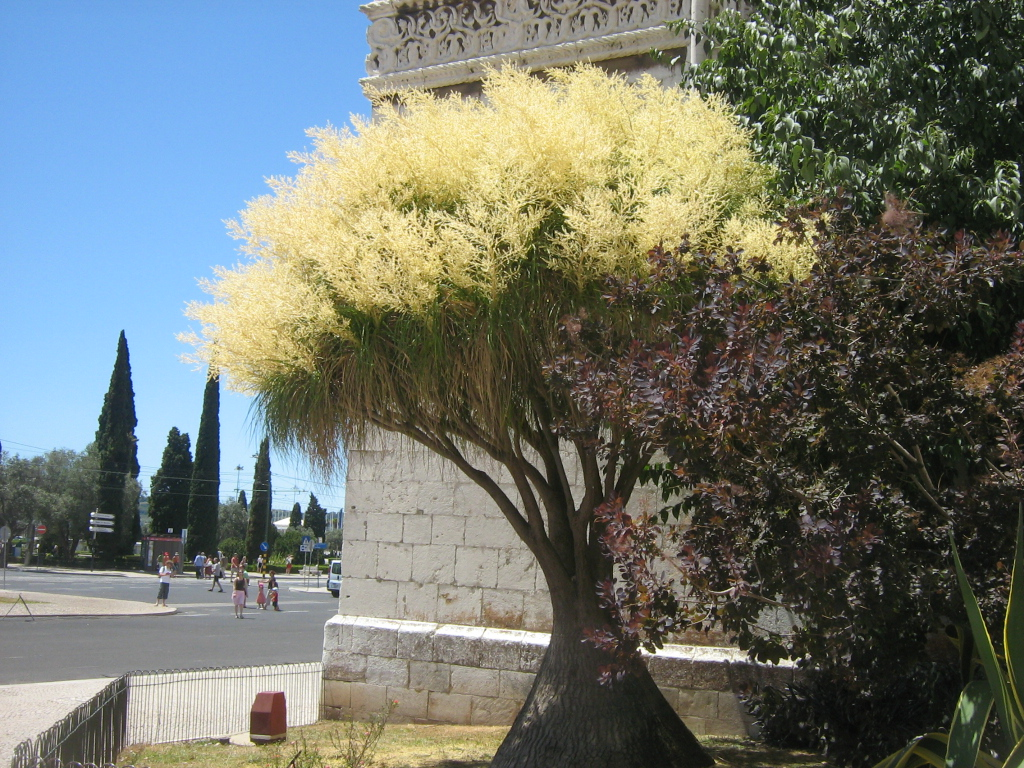
Цветущее растение

Бокарнея отогнутая — вечнозелёное многолетнее растение, вырастающее до 4,72 м в высоту, с заметным расширенным каудексом для хранения влаги. Единственный пальмовидный стебель заканчивается пучками ремневидных, изогнутых кожистых листьев, на концах иногда принимающих форму закрученных «локонов». Когда растение достигает 10-летнего возраста, на нём могут образовываться метёлки небольших белых цветков.
Ствол слаборазветвлённый. Почти сферический каудекс у молодых растений со возрастом достигает в длину от 4 до 6 м и диаметра до 50 см в основании. Кора гладкая. Листья зелёные, линейные, изогнутые, тонкие, плоские или слегка ребристые, длиной от 2.3 до 4.6 м и шириной от 15 до 20 мм.

Бокарнея отогнутая
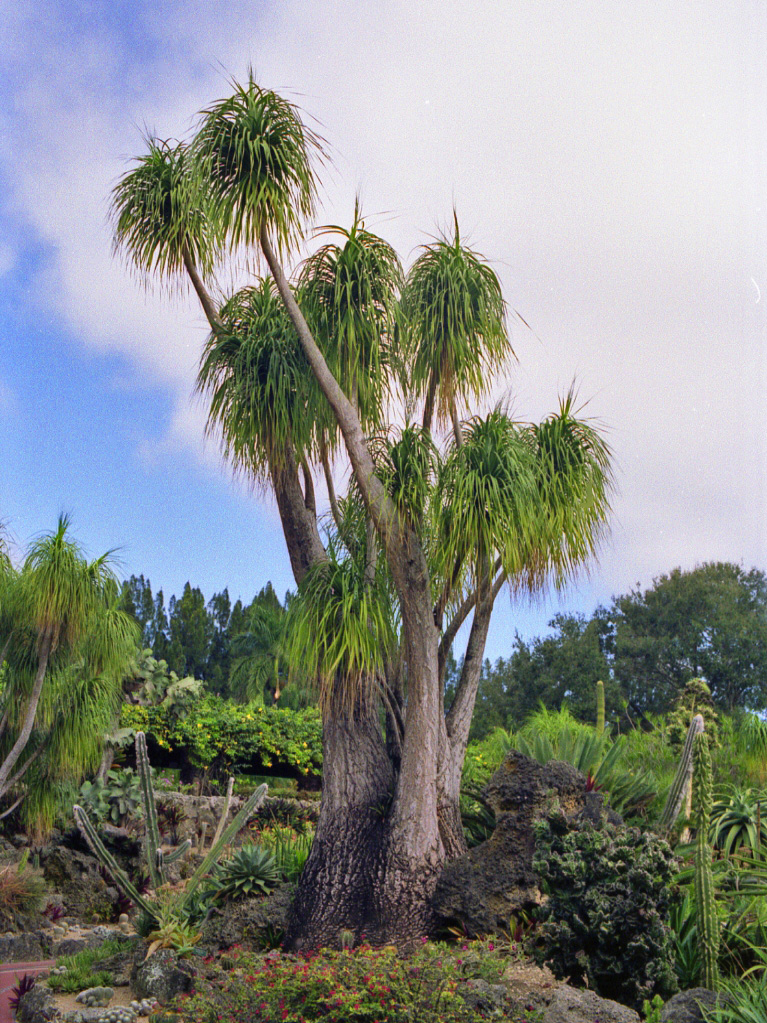
Общий вид
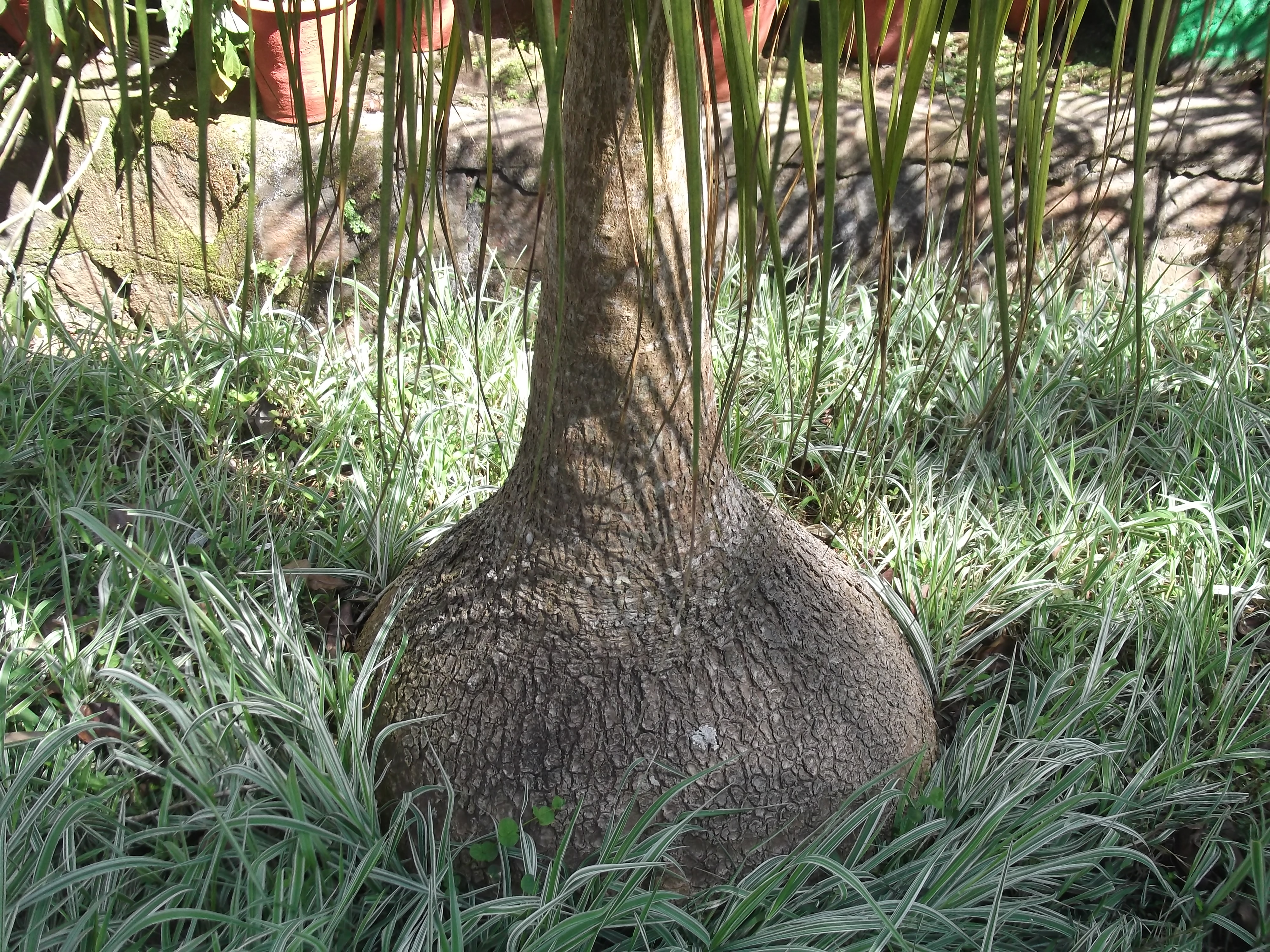
Каудекс
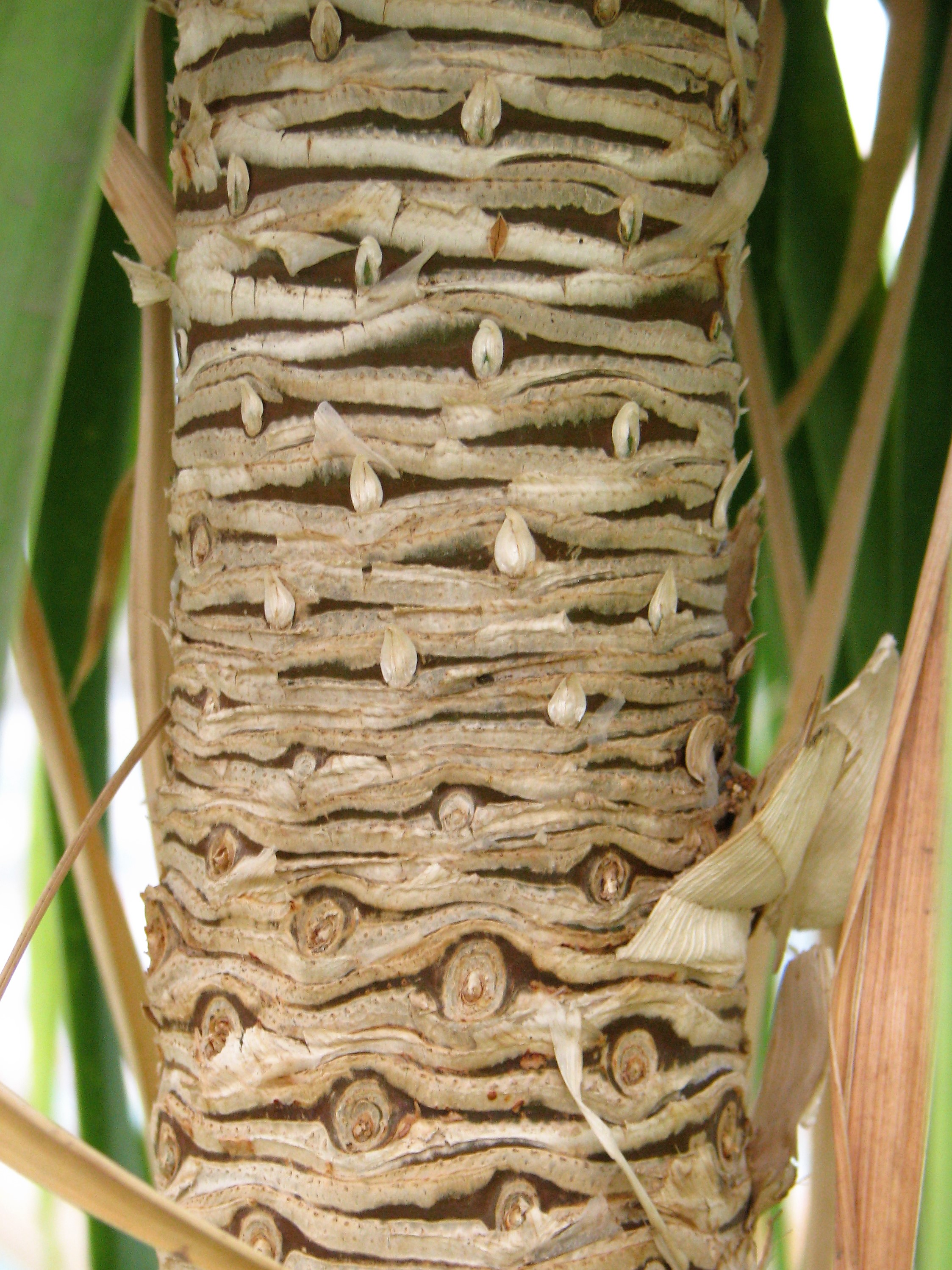
Кора
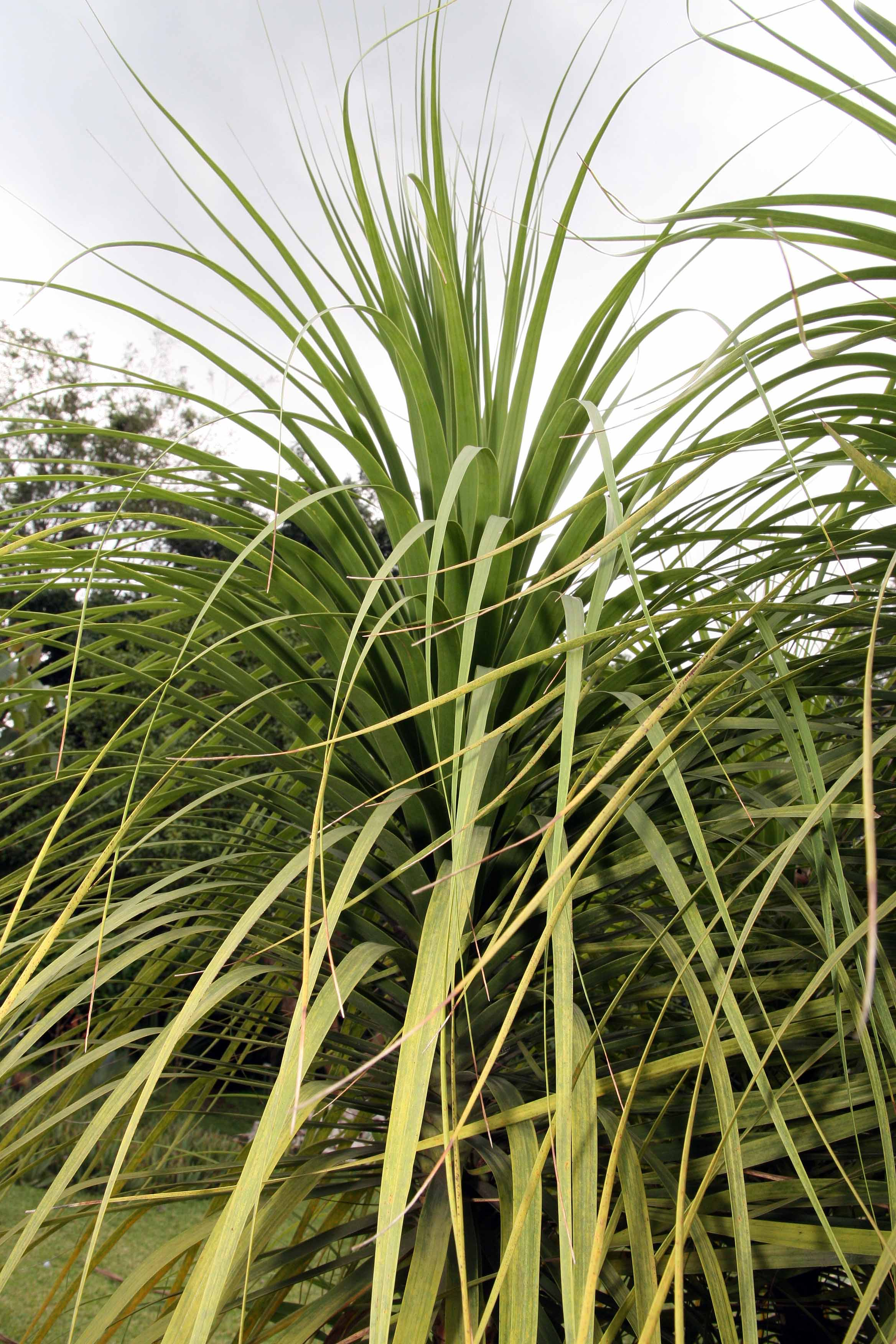
Листья
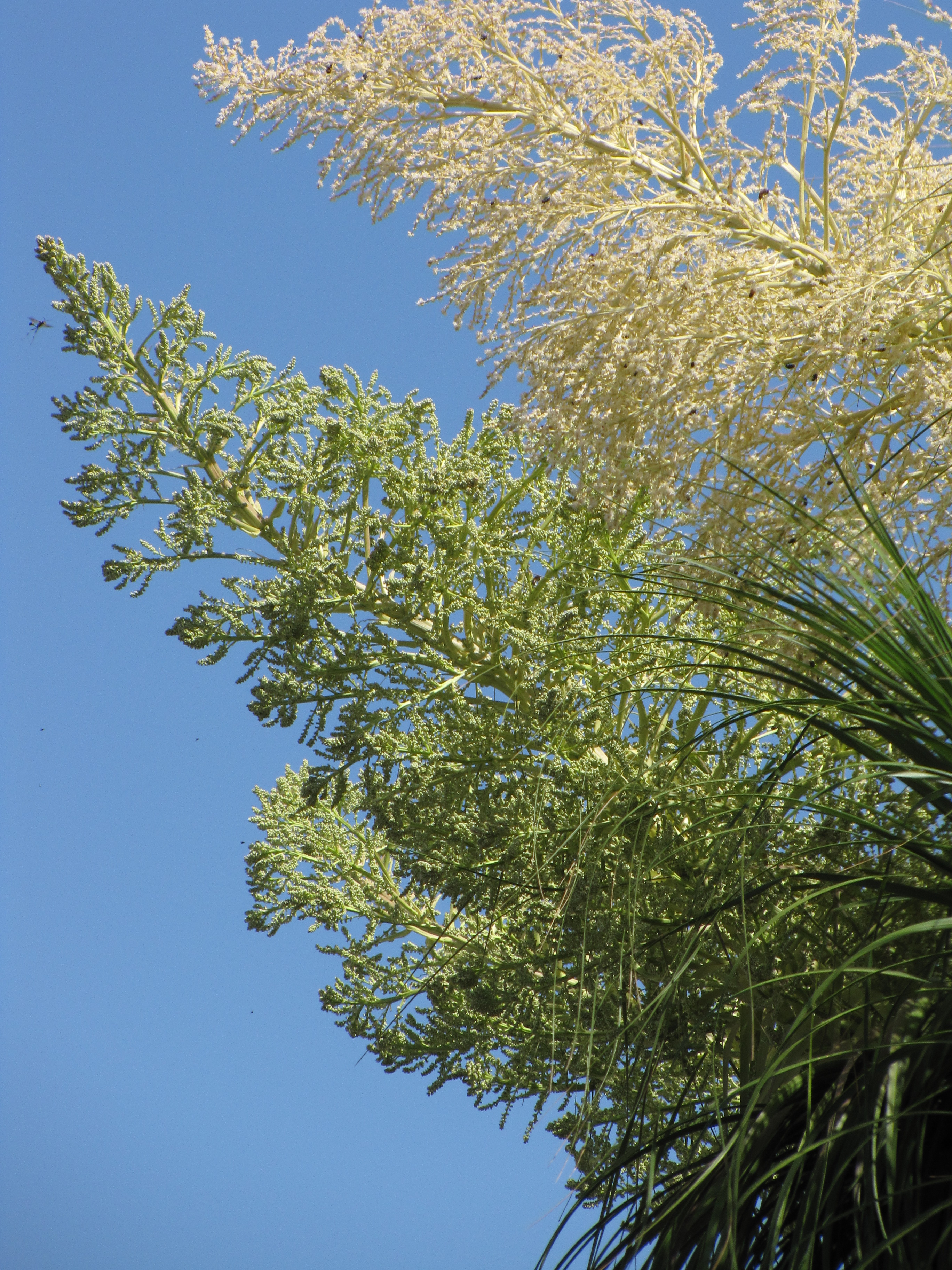
Соцветия

## Распространение и местообитание
Бокарнея отогнутая произрастает в Мексике, в штате Веракрус. Встречается в низких лиственных лесах со средней температурой 20 °C и годовым количеством осадков 800 мм, а также хорошо выраженным засушливым сезоном продолжительностью от 7 до 8 месяцев. Эти типы лесов находятся на высоте от 0 до 1700 м над уровнем моря. Растёт на скалистых почвах с дефицитом питательных веществ, на скалах и в крутых горах. Устойчива к температурам до 10 °C, предпочитает открытое солнце или полутень. Бокарнеи очень медленно растут и обладают высокой устойчивостью к засухе.

## Культивирование
Бокарнея отогнутая получила премию Award of Garden Merit от Королевского садоводческого общества. Растение часто выращивают как комнатное или уличное в садах с умеренным климатом. Медленнорастущая и засухоустойчивая бокарнея отогнутая устойчива к холодам до −5 °C, растёт на ярком солнце или в небольшой тени, требует хорошего дренажа. Излишний полив может способствовать развитию таких вредителей, как мучнистый червец и мексиканская кошениль. В местах с сильными морозами выращивается как комнатное растение, так как не выдерживает холода. Для сохранения первоначальной формы не следует обрезать концы листьев, а при пересадке растение должно сохранить все корни.

## Охранный статус
Вид находится в критическом состоянии из-за антропогенной деятельности, которая привела к сильной фрагментации ареала и разрушению среды обитания. Кроме того, сбор семян, рассады, молодых и взрослых растений для коммерческого использования повлияли на размер популяции и соотношение полов, тем самым уменьшив возможность оплодотворения и, как следствие, образование семян [9]. Этот процесс эксплуатации ставит бокарнею отогнутую в состояние угрозы или исчезновения за счёт уменьшения минимально жизнеспособного размера популяций и ухудшения генетического разнообразия.
Международный союз охраны природы классифицирует природоохранный статус вида как «находящийся на грани полного исчезновения».